# کاف واژن
کاف واژن (انگلیسی: Vaginal cuff) بخش فوقانی واژن است که به صفاق باز می‌شود و پس از عمل جراحی هیسترکتومی و برداشتن رحم و دهانه رحم با زدن بخیه، دوخته و مسدود می‌گردد.
کاف واژن با بخیه زدن لبه‌های محل جراحی که در آن دهانه رحم به واژن متصل شده‌است، ایجاد می‌شود. این کار با کنار هم قرار دادن لبه‌های واژن و بخیه زدن آنها به هم و نیز به رباط‌های رحمی-خاجی برای جلوگیری از افتادگی آن انجام می‌شود. صفاق نیز به کاف تازه ایجادشدۀ واژن دوخته می‌شود. گاهی استفاده از یک روش خاص بخیه نسبت به سایر روش‌ها بهتر است. کاف واژن معمولاً تمایل به باز شدن جزئی یا کامل دارد.
عارضه دیگری که می‌تواند همراه با باز شدن کاف واژن باشد، بیرون‌زدگی یا افتادن روده‌ها به داخل واژن است. امکان دارد بخشی از کاف یا تمامی آن دوباره باز شود.
خطر بروز عوارض همراه با کاف واژن با نحوهٔ انجام هیسترکتومی مرتبط است: هیسترکتومی کامل لاپاروسکوپی با کمک ربات، هیسترکتومی کامل لاپاروسکوپی، هیسترکتومی از طریق واژن با کمک لاپاروسکوپی، هیسترکتومی کامل از طریق باز کردن شکم، و هیسترکتومی کامل واژینال.
کاف واژن ممکن است با مقاربت جنسی، یبوست مزمن، آسم، بیماری مزمن انسدادی ریه و سایر اعمالی که فشار داخل شکمی را افزایش می‌دهد، تحت فشار قرار گیرد. کاف واژن، مستعد عفونت، هماتوم و سایر عوارض بعد از عمل است. عواملی که تصور می‌شود بر روند بهبود زخم تأثیر می‌گذارند عبارتند از: پرتودرمانی، سن، افتادگی اندام لگن، مصرف کورتیکواستروئیدها و وجود بدخیمی‌های همزمان.
تخمین شیوع پارگی کاف واژن - با آنکه رویدادی نادر است - به سبب آنکه تنها مطالعات موردی و گزارش‌های روایی پراکنده از آن موجود است، آسان نیست. اگر کاف واژن آسیب ببیند، بیرون‌زدگی واژن می‌تواند با بیرون‌زدگی روده کوچک از طریق واژن همراه باشد.